# 10470 Bartczak
A 10470 Bartczak (ideiglenes jelöléssel (10470) 1981 EW18) a Naprendszer kisbolygóövében található aszteroida. Schelte J. Bus fedezte fel 1981. március 2-án.

## Kapcsolódó szócikk
- Kisbolygók listája (10001–10500)